# 屈尔日 (索恩-卢瓦尔省)
屈尔日（法語：Curgy，法語發音：[kyʁʒi]）是法国索恩-卢瓦尔省的一个市镇，属于欧坦区。

## 地理
屈尔日（46°59'5"N, 4°23'1"E）面积31.58 平方千米，位于法国勃艮第-弗朗什-孔泰大區索恩-卢瓦尔省，该省份为法国中部省份，北起顺时针与科多尔省、汝拉省、安省、罗讷省、卢瓦尔省、阿列省和涅夫勒省接壤。
与屈尔日接壤的市镇（或旧市镇、城区）包括：歐坦、圣莱热迪布瓦、叙利。

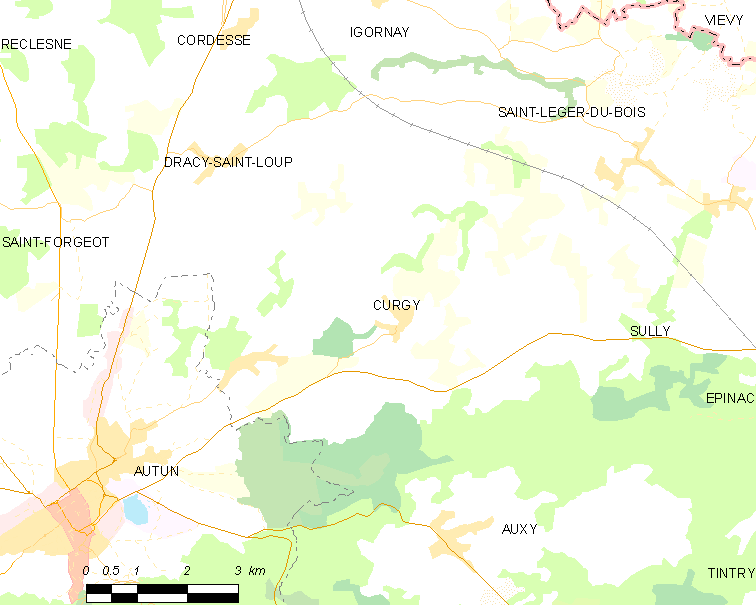
的OSM定位图

屈尔日的时区为UTC+01:00、UTC+02:00（夏令时）。

## 行政
屈尔日的邮政编码为71400，INSEE市镇编码为71162。

## 政治
屈尔日所属的省级选区为欧坦第一县。

## 人口

1962-2008年间人口变化图示

屈尔日于2022年1月1日时的人口数量为1100人。